# Rio Loir
O rio Loir é um rio do centro-oeste de França. Nasce no antigo condado de Perche em Saint-Éman, no departamento de Eure-et-Loir, e é afluente do rio Sarthe pela margem esquerda, a norte de Angers, no departamento de Maine-et-Loire. Faz parte da bacia do rio Loire, e há alguma confusão devido a serem rios homófonos na língua francesa, mas não homógrafos.
O rio Loir atravessa 97 comunas de 4 departamentos:
- Departamento de Eure-et-Loir : Alluyes, Illiers-Combray, Bonneval, La Chapelle-du-Noyer, Châteaudun, Cloyes-sur-le-Loir,  Donnemain-Saint-Mamès, Douy, Marboué, Moléans, Montboissier, Montigny-le-Gannelon, Romilly-sur-Aigre, Saint-Avit-les-Guespières, Saint-Christophe, Saint-Denis-les-Ponts, Saint-Éman, Saint-Hilaire-sur-Yerre, Saint-Maur-sur-le-Loir, Saumeray, Le Thieulin.
- Departamento de Loir-et-Cher : Areines, Artins, Brevainville, Couture-sur-Loir, Fréteval, Lavardin, Lignières, Lisle, Mazangé, Meslay, Montoire-sur-le-Loir, Morée, Naveil, Pezou, Saint-Firmin-des-Prés, Saint-Hilaire-la-Gravelle, Saint-Jacques-des-Guérets, Saint-Jean-Froidmentel ; Saint-Martin-des-Bois, Saint-Ouen, Tréhet, Villiers-sur-Loir, Vendôme, Thoré-la-Rochette.
- Departamento de Sarthe : La Chartre-sur-le-Loir, Château-du-Loir, Vaas, Le Lude, La Flèche.
- Departamento de Maine-et-Loire : Durtal, Seiches-sur-le-Loir, Villevêque, Soucelles, Briollay.

Os seus principais afluentes são os rios Ozanne, Yerre, Braye, Aigre e Conie.